# Patroclo (David)
Patroclo (Patrocle) è un dipinto a olio su tela del pittore francese Jacques-Louis David, realizzato nel 1780 e conservato al Musée Thomas-Henry di Cherbourg-Octeville.

## Descrizione

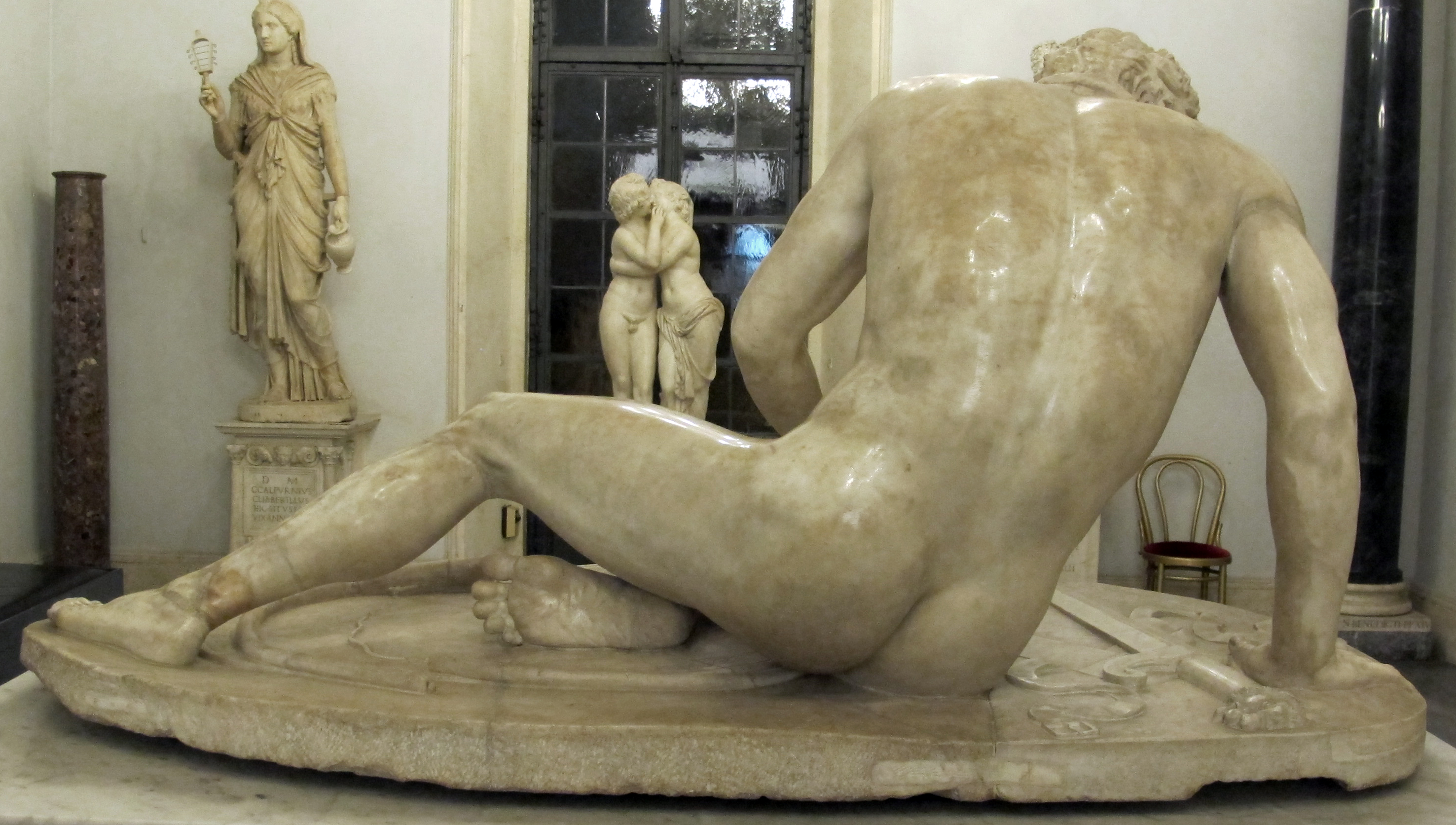
Il Galata capitolino visto da dietro

Il dipinto, dalle tinte caravaggesche, è un nudo artistico raffigurante Patroclo. L'opera è essenzialmente un nudo accademico e solo il titolo vi conferisce carattere mitologico, dato che nessun elemento iconografico lega il soggetto al guerriero greco compagno di Achille e l'ambientazione neutra non suggerirebbe legami con l'assedio di Troia. La postura del soggetto è sostanzialmente quella del Galata morente, la scultura marmorea (copia di un bronzo ellenistico ormai perduto) che David ebbe modo di vedere a Roma durante la sua permanenza in città.

## Storia
Nel 1778 David vinse il Prix de Rome grazie alla sua tela Antioco e Stratonice e la vittoria gli permise di trascorrere alcuni anni a Roma. Dato che il suo maestro Joseph-Marie Vien era appena stato nominato direttore dell'Accademia di Francia a Roma, i due si recarono insieme in Italia. La tematica troiana era particolarmente comune nella pittura neoclassica francese: episodi dall'Iliade facevano spesso da tema alle diverse edizioni del Prix de Rome e l'episodio della morte di Patroclo e delle sue conseguenze era caro a David. Nel 1778 infatti aveva dipinto una grande tela, ora conservata alla Galleria nazionale d'Irlanda, rappresentante il funerale di Patroclo e un altro nudo maschile rappresentante il cadavere di Ettore.